# Tretjakovgalleriet
55°44′29″N 37°37′13″Ø / 55.74139°N 37.62028°Ø
Tretjakovgalleriet er et museum grundlagt i Moskva i 1865 af Pavel Mikhailovitj Tretjakov (1832-1898), industrimagnat og stor kunstsamler.
Museet er i besiddelse af en af de største kunstsamlinger i verden: mere end 130.000 russiske kunstværker.
Samlingerne er fordelt imellem Lavrusjinskijkomplekset (fra 1600 til begyndelsen af 1900-tallet), og det nye Tretjakovgalleri (1900-tallet).
Blandt de mange kunstnere kan nævnes:
- Ivan Ajvazovskoj
- Ivan Argunov
- Isaak Brodsky
- Marc Chagall
- Vasilij Kandinskij
- Andrej Kolkutin
- Dmitrij Levitskij
- Kazimir Malevitj
- Alkis Pierrakos
- Ilja Repin
- Andrej Rubljov
- Ivan Sjisjkin

## Galleri
- Andrej Rubljov: Treenigheden, 1411 eller 1421-1423
- Treenigheden med helgener, begyndelsen af det 15. århundrede
- Ilja Repin: Påskeoptog i Kursk-regionen, 1880-1883
- Kazimir Malevitj: Sort kvadrat, 1915